# Blaze the Cat
Blaze the Cat (ブレイズ・ザ・キャット/ Bureizu za Kyatto) fiktivna je čovjekolika mačka iz Seginog serijala Sonic the Hedgehog. Princeza je iz alternativne dimenzije u kojoj je regent vlastita svijeta i zaštitnica smaragda Sol, inačice Smaragda kaosa iz tog svijeta. Zbog toga je Blazeina uloga slična Sonicovoj i Knucklesovoj. Kao što joj ime kaže, Blaze se rodila s pirokinetičkim moćima koje joj dopuštaju kontrolirati i stvarati vatru. Koristeći moć smaragda Sol Blaze postaje Burning Blaze, nalik Super Sonicu. U formi Burning Blaze postaje snažnija, može letjeti i prekriva je vatreni štit.
Blaze je često elegantna i smirena, no zbog njezine ozbiljnosti nikad nije bila društvena ili prijateljski nastrojena. Iskrena je o tome da ne voli pomoć, ali njena narav promijenila se kad je upoznala Sonica i Cream.

## Nastanak
Blaze je dizajnirana kao lik koji bi bio sličan Sonicu, ali u isto vrijeme bio i njegova alternativna inačica. U starom konceptu, koji je bio vrlo sličan njezinom sadašnjem dizajnu, oči su joj bile više okrugle i repić joj je stršio prema naprijed, a trebala je nositi i odjeću sličnu arapskoj.
U staroj proračunskoj tablici likova igrice Sonic the Hedgehog (2006.) navodi se da Blaze nosi plašt kako bi prekrila svoj plamen zbog kojeg su je zadirkivali. Međutim, u igricama se nikad nije pojavila s plaštom, nego samo nosi ljubičasto odijelo.  Ipak, na jednoj slici u galeriji koncepcijskih ilustracija u inačici videoigre Sonic Generations na Nintendo 3DS-u Blaze nosi ružičasti plašt.
Bivši član Sege na mrežnom je mjestu Sonic Wrecks postavio koncepcijske ilustracije Blaze koje su, prema njegovim riječima, oblikovane 2005. u PowerPointu. Dizajn joj je bio sličan Shadowu, ali moguće je da je to bila samo Blazeina silueta.

## Fizički izgled
Blaze ima svijetloljubičasto krzno, žutozelene uši, crveni rubin na glavi, repić i valovitu kosu koja strši nazad, oči s crnim trepavicama i zlatnim zjenicama, tamnobijelu njušku i mali crni nos. Blazein je rep šiljast i ljubičast na kraju, no većinom je bijel i svijetloljubičast. Blaze nosi bijele rukavice s debelim dlakavim rukavima, ljubičastu majicu s magenta prugama, zlatnu ogrlicu i bijele hlače uz svijetloroze cipele s bijelom prugom koje su na dnu sive i imaju dugu petu. 
U igricama kao što je Sonic Riders Blaze nosi tanko ljubičasto odijelo s roza cipelama koje imaju bijelu prugu. Odijelo joj tad na koljenima, grudima i laktovima ima žute pruge.

## Opis
Blaze je opisana kao često plemenita, smirena, svečana i razumna, no zna i skrivati svoje prave osjećaje. Blazeina elegantnost vidljiva je u stilu na koji napada i kreće se. Blaze se vrti i skače kao balerina, kreće se delikatno i miče se nježno. Kao član kraljevske obitelji Blaze je tiha, otmjena i ozbiljna. Nepristrana je i ne voli se šaliti. Nije hiperaktivna i entuzijastična kao većina ostalih likova.
Iako zna skrivati svoje osjećaje, Blaze je izrazito osjetljiva. Kad izgubi strpljenje može postati agresivna, ispustiti svu svoju vatru i donositi loše odluke. Kao princeza vrlo je sumnjičava prema svima, a u susretima s neprijateljima nikad se ne suzdržava i pokazuje svoje prave emocije.
U početku je mrzila svoje pirokinetičke moći jer se bojala da je presnažna i smatrala se drugačijom od ostalih. Međutim, prilagodila se i sad ih koristi bilo kad, bilo gdje, kako bi napala ili kako bi pomogla prijateljima. Primjer je videoigra Sonic Generations, u kojoj Sonicu pomogne srušiti vatrene zidove.
U početku je Blaze bila samostalna i povučena, ali pri upoznavanju Sonica i Cream naučila se bolje ponašati prema onima koje poznaje i Cream joj je postala prva prijateljica. Danas se ne voli uzdati u druge likove, ali im je zahvalna na pomoći; kad joj prijatelji trebaju pomoć, pridružit će im se i pomoći im. Takvo je ponašanje pokazala u stripovima IDW Publishinga – ondje se priključila ratu protiv Eggmanovih robota, a Silveru je pomogla s vrtom.

## Životopis

### Pojave u igricama
- Sonic Rush
- Sonic the Hedgehog (2006.)
- Sonic Rivals (kartica)
- Sonic and the Secret Rings
- Sonic Rush Adventure
- Mario & Sonic at the Olympic Games
- Sonic Rivals 2 (kartica)
- Sonic Riders: Zero Gravity
- Super Smash Bros. Brawl (Kameo)
- Sega Superstars Tennis (Kameo)
- Sonic and the Black Knight
- Mario & Sonic at the Olympic Winter Games
- Sonic at the Olympic Winter Games
- Sonic Free Riders
- Sonic Colors (DS inačica)
- Sonic Generations
- Mario & Sonic at the London 2012 Olympic Games
- Sonic Jump (2012.)
- Sonic and All-Stars Racing Transformed (Kameo)
- Sonic Dash
- Mario & Sonic at the Sochi 2014 Olympic Winter Games
- Sonic Jump Fever
- Super Smash Bros. for Nintendo 3DS and Wii U (Kameo)
- Sonic Runners
- Mario & Sonic at the Rio 2016 Olympic Games
- Sonic Forces: Speed Battle
- Super Smash Bros. Ultimate (Kameo)
- Team Sonic Racing
- Mario & Sonic at the Olympic Games Tokyo 2020
- Sonic Racing

### Stripovi
- Archie Comics
- IDW Publishing

## Odnosi s drugim likovima

### Cream the Rabbit
Blaze je u početku putovala sama, ali ju je iznenadila Cream. Blaze se nije htjela družiti s njom, ali ju je Cream pozvala u kuću kod njezine majke Vanille. Blaze je mislila da se Cream ponaša prebrižno prema strancu, ali je pristala kad joj je Cream htjela pokazati svoj grad. Blaze se samo usredotočila na pronalaženje smaragda Sol, ali je osjećala da postaju prijateljice. Blaze se zabrinula za Cream kad ju je oteo robot i prestravljeno ju je tražila. Od Sonic Rusha bliske su i vole se družiti.

### Sonic the Hedgehog
Dok je Blaze putovala svi su joj govorili da bi joj mogao pomoći Sonic, ali Blaze nije htjela njegovu pomoć jer je smatrala da sve može sama. Nakon što joj je previše likova reklo da zatraži Sonicovu pomoć, obratila mu se i sprijateljili su se. Blaze i Sonic potom su zajedno išli u pustolovine.

### Knuckles the Echidna
Knuckles i Blaze nisu u početku bili prijatelji. Upoznali su se kad ga je Cream pozdravila uz Blaze. Kad je Knuckles vidio Blazein smaragd Sol mislio je da je Smaragd kaosa i pokušao joj ga je oteti, a kad mu je Blaze rekla da nije u pitanju Smaragd kaosa, Knuckles ju je nazvao lažljivicom i napao, što je na koncu dovelo do toga da ga je Blaze izmlatila i onesvjestila. Do kraja igrice Cream je uvjerila Blaze da je Knuckles dobar.

### Amy Rose
Blaze i Amy bliske su u serijalu Mario & Sonic. Prvo su se upoznale u Sonic Rushu; Amy joj nije bila naklonjena jer je mislila da Blaze voli Sonica, a htjela je Sonica za sebe. Nakon što joj je Blaze rekla da ju za Sonica nije briga, Amy je počela misliti pozitivno o njoj. U serijalu Mario & Sonic drže se za ruke, grle se, druže se i međusobno se natječu.

### Silver the Hedgehog
Silver je Blazein najbolji prijatelj iz budućnosti s kojim ima "bratski odnos". Zajedno se bore protiv Iblisa i na kraju Silverove priče u igrici Sonic the Hedgehog (2006.) Blaze se žrtvuje kako bi spasila Silverov svijet. Nakon Solariseva gubitka događaji igre izbrisani su i zato se Blaze i Silver nikad ne upoznaju. U inačici videoigre Sonic Colors na DS-u Blaze i Silver upoznaju se prvi put nakon resetiranja vremenske linije. U Sonic Generationsu (na inačici za konzole i PC) Blaze i Silver razgovaraju. U serijalu Mario & Sonic izazivaju jedno drugog na izazove, zajedno se natječu i dobiju posebnu zlatnu medalju ako zajedno igraju u timskom događaju. U Team Sonic Racing su u timu s Vectorom.

### Miles "Tails" Prower
Kao što je bio slučaj i s većinom ostalih likova, Tails i Blaze upoznali su se u Sonic Rushu kad je Tails sa Sonicom tražio Blaze. Tails joj je rekao da joj Sonic može pomoći na putu. Blaze je bila zahvalna, ali je inzistirala na tome da sama dovrši svoj put. Blaze uz to smatra Tailsa pametnim i koristim za izrađivanje sprava.

### Marine the Raccoon
Marine i Blaze vidjele su jedna drugu samo u Sonic Rush Adventureu. Blaze prije nije voljela Marine, ali zato što se družila sa Sonicom i Tailsom Blaze joj je postala bliska, pogotovo jer su joj Sonic i Tails dobri prijatelji. Marine je bila vrlo tužna kad su je Sonic i Tails morali napustiti, ali ju je Blaze smirila i rekla da će se jednog dana ponovno vidjeti. Marine se spominje u Sonic Colorsu na DS-u, u kojoj se tvrdi da se "ponaša tipično" (neoprezno i uzbuđeno).

### Doktor Eggman Nega
Doktor Eggman Nega, inačica pravog Eggmana iz Blazeina svijeta, Blazein je glavni neprijatelj. Brani smaragde Sol od njega i jedno drugome pokušavaju prekinuti planove, što je nalik odnosu Sonica, Tailsa i Eggmana.

### Captain Whisker
Blaze nije draga prema Captainu Whiskeru jer joj je ukrao draguljasto žezlo. Kad ga pronađe, ne ponaša se ozbiljno prema njemu, kao i prema ostalim neprijateljima.

### Dr. Eggman
Baš kao Sonic, Blaze ne voli Eggmana i mrzi ideju "Eggmanlanda".

### Ostali

#### Prijatelji
- Cheese
- Vanilla the Rabbit (Creamina majka)
- Vector the Crocodile
- Espio the Chameleon
- Coconut Crew
- Gardon
- Klasični Sonic

#### Neprijatelji
- Pirati
  - Johnny
  - Mini & Mum
- Iblis
- Time Eater
- Metalni Sonic
- Zavok

## Kritike
Blaze je vrlo popularan lik među Sonicovim obožavateljima. IGN je izjavio da "zaslužuje svoje mjesto u timu" vidjevši ju u najavi za STH (2006.). Način na koji se njome upravlja u videoigri nazvan je "brzim i zabavnim", ali je kritiziran zbog sličnosti Sonicu. Blaze je opisana i "lijepim dodatkom postavi likova Sonica" i "jednim od zanimljivijih likova". GameSpot je zadivila njezina "vatrena opskrba". Nintendov tim IGN-a videoigru Sonic Rush stavio je na sedamnaesto mjesto popisa "Top 25 igara za Nintendo DS"; izjavio je: "ništa nije posebno u dodavanju novog lika u franšizu Sonic, osim što Blaze nije grozna". Blaze je favorit mnogim obožavateljima i postala je poznata u obožavateljskim ilustracijama likova. No, neki su te umjetnike kritizirali zbog seksualiziranja Blaze jer je maloljetna.

## Zanimljivosti
- Blaze je akrofobična
- Blaze ima dva različita oblika
  - Burning Blaze, njena super-transformacija
  - Moći boja koje pokrene Wispovima